# Raïon de Kiyasovo
Le raïon de Kiyasovo (russe : Кия́совский райо́н, Kijasovski raion; oudmourte : Кияса ёрос, Kijasa joros) est un raïon de la république d'Oudmourtie en Russie,.

## Présentation
La superficie du raïon de Kiyasovo est de 821,3 km2.
Le raïon de Kijasovo est situé dans la partie sud de l'Oudmourtie.
Il borde le raïon de Malaïa Pourga au nord, le raïon de Sarapoul à l'est, et le Tatarstan au sud et à l'ouest.
Environ 15% de la superficie est boisée.
On y extrait du pétrole et de l'argile y sont extraits.
Le raïon comprend 8 communes rurales : Ildibajevo, Jermolajevo, Karamas-Pelga, Kiyasovo, Loutoha, Moutchak, Pervomaiskoje et Podgornoïe. Le centre administratif du raïon est le village de Kiyasovo.
Environ 54,4% des habitants sont Russes, 37,3% Oudmourtes, 5,3% Tatars et 1,8% Maris.
Le raïon abrite des entreprises agroalimentaires. L'agriculture est axée sur la production de lait et de viande et sur la culture de céréales, de pommes de terre et de légumes.
Le journal local est Znamja truda.
Kiyasovo est relié à Ijevsk par la Р320 et la Р322,.

## Démographie
La population du raïon de Kiyasovo a évolué comme suit:
| 1959   | 1970   | 1979   | 1989   | 2002   |
| ------ | ------ | ------ | ------ | ------ |
| 16 585 | 14 508 | 13 555 | 12 603 | 11 550 |

| 2009   | 2015  | 2019  | 2021  | - |
| ------ | ----- | ----- | ----- | - |
| 11 555 | 9 589 | 9 041 | 8 792 | - |